# Dinocephalia
Dinocephalia är en grupp av utdöda ryggradsdjur som levde under perm. De var tidiga therapsider (däggdjursliknande kräldjur) och är kända från fossil som hittades i södra Afrika, Brasilien, Kina, Nordamerika och Ryssland.
Taxonets medlemmar var beroende på art kött- eller växtätare. Allmänt skiljs mellan två undergrupper Brithopia och Titanosuchia. För några fossil är det omstritt till vilken undergrupp de ska räknas, däribland släktet Estemmenosuchus som kanske inte tillhör Dinocephalia.